# 진 스테이플턴
진 스테이플턴(Jean Stapleton, 1923년 1월 19일 ~ 2013년 5월 31일)은 미국의 배우이다. 시트콤 《올 인 더 패밀리》의 에디스 벙커 역으로 가장 유명하다.

## 영화
- 콜걸 (1971년 영화)
- 포카혼타스 2
- 유브 갓 메일

## 텔레비전
- 올 인 더 패밀리
- 머펫 쇼
- 머피 브라운
- 내 사랑 레이몬드
- 천사의 손길